# Generaloberst-Beck-Kaserne

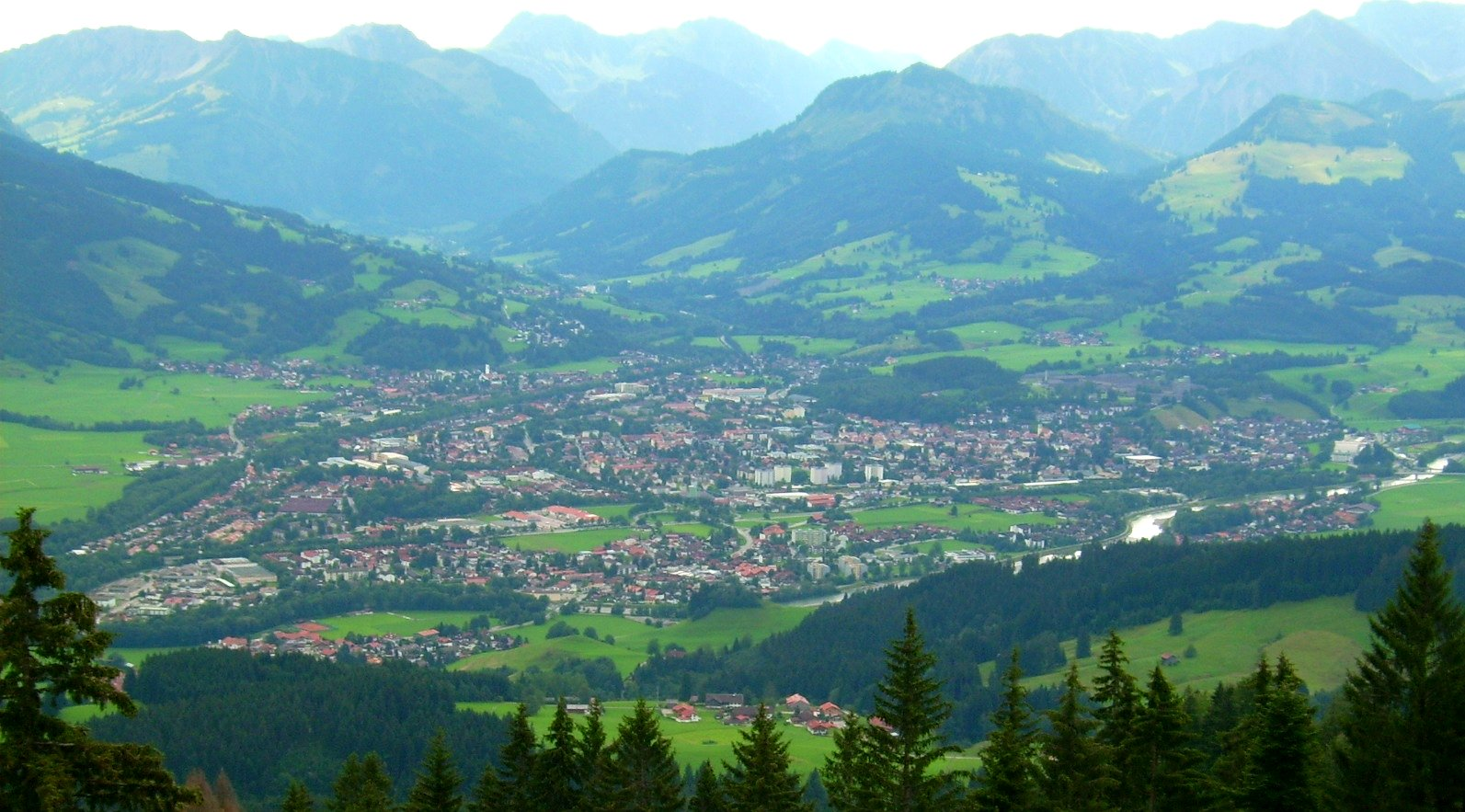
Sonthofen vom Mittagberg

Die Generaloberst-Beck-Kaserne ist eine Kaserne der Bundeswehr in Sonthofen im Landkreis Oberallgäu. Ursprünglich war das Bauwerk eine von zwölf in ganz Deutschland verteilten Adolf-Hitler-Schulen zur Ausbildung von nationalsozialistischen Kadern. Als Ordensburg Sonthofen war sie, neben Krössinsee in Pommern und Vogelsang in der Eifel, eine von drei NS-Ordensburgen während der Zeit des Nationalsozialismus. Als Bundeswehr-Kaserne wurde sie 1956 nach dem ehemaligen Chef des Generalstabs des Heeres und Widerstandskämpfer gegen das NS-Regime, Generaloberst Ludwig Beck, benannt.

## NS-Ordensburg Sonthofen

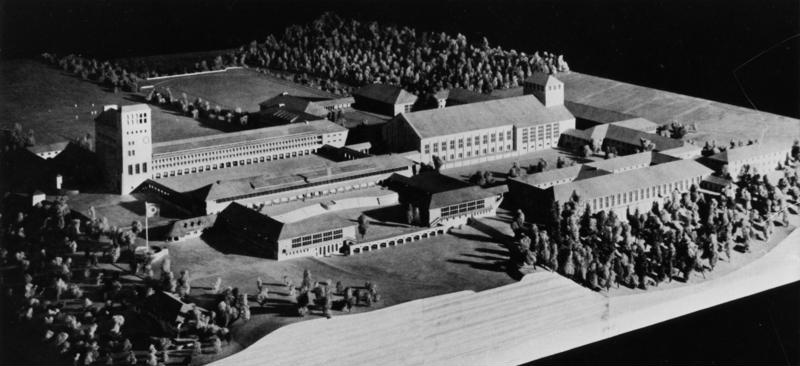
Modell der NS-Ordensburg Sonthofen (ca. 1934)

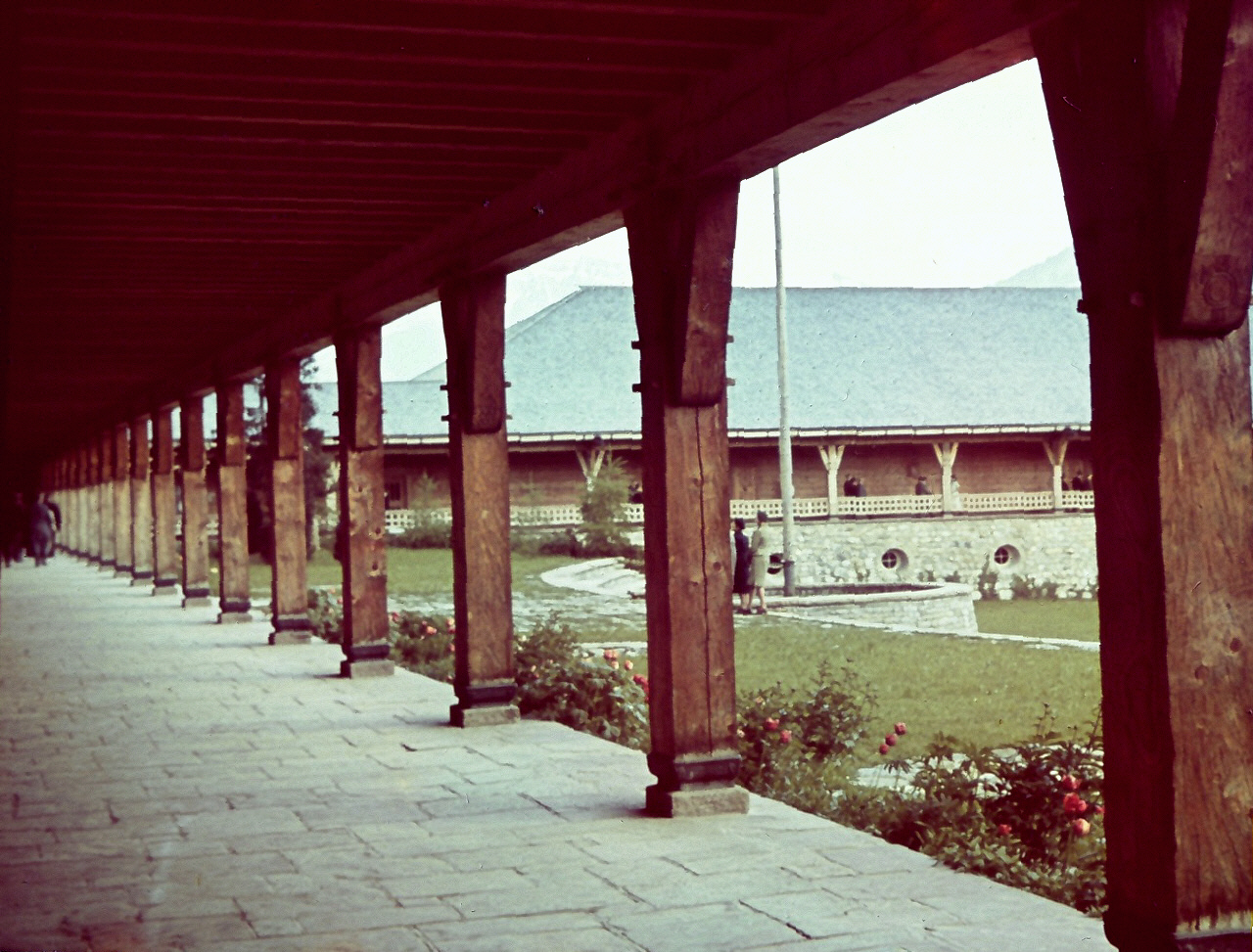
Innenhof (1939)

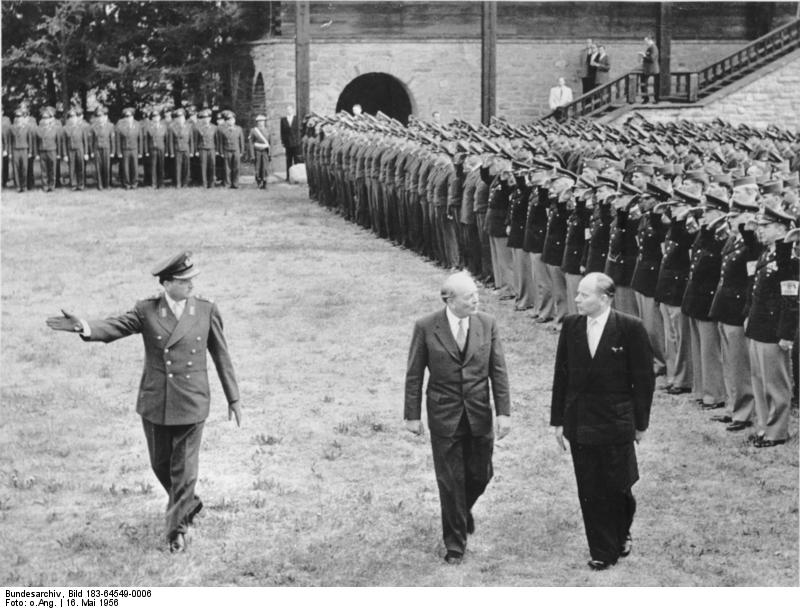
Bundesverteidigungsminister Theodor Blank (r.) und der bayerische Ministerpräsident Wilhelm Hoegner (m.) besuchen 1956 den ersten Offizierlehrgang der Bundeswehr in der soeben umbenannten Beck-Kaserne

Am 24. August 1934 besichtigte Robert Ley, der Leiter der Deutschen Arbeitsfront, den Bauplatz. Der gesamte Komplex wurde ab Herbst 1934 als NSDAP-Ordensburg Sonthofen nach Plänen des Architekten Hermann Giesler von der Deutschen Arbeitsfront für die Nationalsozialistische Deutsche Arbeiterpartei (NSDAP) bis 1942 errichtet und diente der Ausbildung der Ordensjunker, welche als zukünftiges Führungspersonal in der NSDAP und im Staat gebraucht wurden. Bereits von Herbst 1937 diente die Sonthofener Anlage außerdem als provisorischer Hauptstandort der Adolf-Hitler-Schulen, der vom Gründungsstandort Ordensburg Krössinsee hierher verlegt wurde. Durch die kriegsbedingte Einziehung der Ordensjunker zum Wehr- oder in den Verwaltungsdienst und dem dadurch erliegenden Lehrgangsbetrieb wurden weitere Adolf-Hitler-Schüler auf die Ordensburg Sonthofen verlegt, deren Lehrbetrieb bis Kriegsende vor Ort aufrechterhalten wurde. Ein prominenter Schüler war der Schauspieler Hardy Krüger (1941 bis 1944). Kommandant der Ordensburg war von 1936 bis 1941 der Reichstagsabgeordnete Robert Bauer, gefolgt von Theo Hupfauer.
Wie Theo Sommer berichtete, der von August 1942 bis Mai 1945 die Schule als Schüler besuchte, wurde die Schule von einer Delegation der Eton Public School besichtigt. 1938 waren es 600, 1941 bereits 1500 Schüler.
Im letzten Kriegsjahr diente die Ordensburg auch als Krankenhaus (Lazarett).
Die Anlage liegt im Süden Sonthofens über dem Tal der Iller. Vom Turmbau, dem Palas, an der Westseite bis zur östlichen Ecke des Hauptgebäudes ist der ganze Gebäudezug etwa 160 Meter lang. Die Länge der Seitenflügel beträgt etwa 85 Meter. Der Speisesaal im Süden der Ordensburg besitzt eine Länge von 116 Metern. Im Geiste der nationalsozialistischen Gigantomanie wurde die Anlage mit gewaltigen Gebäuden und Ausdehnung geplant. In ihrem Glockenturm wurden für ein Glockenspiel 16 Glocken aus der Glockengießerei Franz Schilling in Apolda aufgehängt. Mit diesen Anleihen an eine christliche Kirche wollte der Nationalsozialismus seinen Anspruch als damals neue Religion des modernen Menschen herausstellen. Die Schulungsburg war zunächst für etwa 400 Personen geplant. Am 19. Oktober 1935 fand das erste Richtfest statt. Am 23. November 1937 besuchte Adolf Hitler die Ordensburg und hielt dort eine Rede, in der er u. a. auf den erwünschten Charakter eines Nationalsozialisten zu sprechen kam: Beharrlich, zäh, aber auch, wenn notwendig, rücksichtslos.
Am 5. und 24. Mai sowie am 21. Juni 1944 hielt Heinrich Himmler Reden vor Offizieren des Chefs Heeresrüstungsamt und Befehlshabern des Ersatzheeres und Allgemeinen Heeresamtes, bei denen er sich offen über den Gesamtplan zur Judenvernichtung in Europa aussprach und gleichsam die Morde rechtfertigte. Ebenso am 21. Juni 1944 hielt der NS-Chefideologe Alfred Rosenberg eine politische Rede über das Thema Europa.

## Generaloberst-Beck-Kaserne

### Zunächst Nutzung durch Alliierte Streitkräfte
Nach Kriegsende kam das westliche Allgäu zunächst unter französische Besatzung. Das französische Militär übernahm die Burg. Ab Februar 1947 richteten die US-Streitkräfte dort die zentrale Schulungsstätte der Spezialeinheit US Constabulary ein. Von Mai 1951 bis Februar 1952 war die Burg ein Grundausbildungszentrum der US-Luftwaffe.

### Umbenennung und Nutzung durch die Bundeswehr ab 1956
1956 ging die Burg in den Besitz der neu gegründeten Bundeswehr über und wurde nach dem Widerstandskämpfer und ehemaligen Chef des Generalstabs des Heeres, Generaloberst Ludwig Beck, benannt. Unter anderem befand sich von 1964 bis 1972 die Heeresunteroffizierschule I (HUS I) in der Generaloberst-Beck-Kaserne.
Die Generaloberst-Beck-Kaserne, von den hier stationierten Soldaten und den Einheimischen schlicht die Burg genannt, diente bis Juli 2009 der Aus- und Fortbildung, etwa in der Schule für Feldjäger und Stabsdienst der Bundeswehr oder in der Sportschule der Bundeswehr, Außenstelle Sonthofen.
Die Schule für Feldjäger und Stabsdienst der Bundeswehr wurde Mitte 2009 an den Standort Hannover in die seinerzeitige Emmich-Cambrai-Kaserne, die  heutige Hauptfeldwebel-Lagenstein-Kaserne verlegt. Nach Überlegungen des Bundesverteidigungsministeriums, die Burg aufzugeben und für eine zivile Nutzung zu veräußern, gab Staatssekretär Christian Schmidt am 18. April 2008 in einer Pressekonferenz bekannt, dass sie weiterhin von der Bundeswehr genutzt wird.

### Grundsanierung seit 2010
Im Rahmen der 2010 beschlossenen grundlegenden Bundeswehrreform sah das Stationierungskonzept 2011 vor, den Standort Sonthofen von 1120 Dienstposten (Stand: 26. Oktober 2011) auf 590 zu verkleinern. Die Grünten- und Jägerkaserne im Stadtgebiet wurden aufgegeben, die ABC- und Selbstschutzschule wurde bereits aus der Jägerkaserne nach der Grundsanierung der Generaloberst-Beck-Kaserne in diese verlegt. Im August 2012 zog hier das neu aufgestellte Zentrum Brandschutz der Bundeswehr (ZBrdSchBw) ein.
Für die Grundsanierung, Umstrukturierung und Erweiterung des Kasernengeländes war bereits 2008 ein Verhandlungsverfahren durchgeführt worden, bei dem das Stuttgarter Büro Wulf Architekten den Zuschlag bekam. Die Gesamtbaukosten wurden (Stand: 1. April 2009) auf rund 100 Mio. Euro veranschlagt. Die gesamten Baumaßnahmen sollten zunächst Ende 2018 abgeschlossen werden, auf Grund der wider Erwarten äußerst maroden Bausubstanz der denkmalgeschützten Gebäude kam es zu Verzögerungen und die Fertigstellung wurde für 2022[veraltet] neu terminiert.
Die Grundsteinlegung für den Umbau und die Erweiterung der Kaserne erfolgte am 3. Mai 2016, das Richtfest für das 22,4 Mio. Euro teure Hörsaalgebäude, das als Herzstück der Umbaumaßnahme gilt, folgte am 24. Mai 2019.

## Sonstiges
Statt tiefgründige Fundamente bis auf tragende Schichten auszuheben, entschied man sich bei der Errichtung einiger Gebäude, das Erdreich bis zu den tragfähigen Lagen abzutragen und mehrere Kellergeschosse zu errichten. Örtliche Hilfsorganisationen (Feuerwehr, THW und Katastrophenschutz) verwenden die heute nicht mehr genutzten Bereiche gelegentlich für Notfallübungen.
Die Burg steht unter Ensembleschutz.